# Myriam Alió
Myriam Francheri Baglietto, coneguda artísticament com a Myriam Alió (Buenos Aires, 8 de juny de 1930 - Barcelona, 26 de novembre de 2018), va ser una mezzosoprano i pedagoga catalana.

## Biografia
Emparentada amb el compositor Francesc Alió i Brea, Myriam Alió estudià història de l'art, literatura i filosofia i s'inicià en el món de la dansa, que abandonà a causa d'un accident. Estudià aleshores cant amb Eduviges Ghibaudo a Roma, amb Arturo Wolken a Buenos Aires i amb Dolors Frau i Conxita Badia a Barcelona. I també amb Pierre Bernac a París, i amb Jeanine Micheau i Anton Dermota als cursos Francesc Viñas a Barcelona. Amb Renato Segre va estudiar l'aspecte fisiològic de la veu i va publicar diferents llibres d'aquesta temàtica. El 1965 va guanyar el Concurs Internacional de Cant UFAM de París i el premi Hilda Roosevelt a la millor mezzosoprano. Amb el seu marit, Manuel García Morante, va fer nombrosos recitals.
Es va dedicar també a la docència i va ser catedràtica del Conservatori de Barcelona entre 1975 i 1995, on va ser professora, entre d'altres, de Montserrat Torruella.

## Obra
Després de més de trenta anys d'experiència, va publicar sengles estudis sobre la veu: Reflexiones sobre la voz (1983) i Los espacios de la voz (1995).

## Discografia
El 1984 enregistrà un CD de cançons sefardites, acompanyada al piano per Manuel García Morante.